# Барис Сачанка
Барис Сачанка (на беларуски: Барыс Іванавіч Сачанка) е беларуски журналист публицист, издател, преводач и писател на произведения в жанра хумор и сатира, драма, исторически роман, детска литература и документалистика. Писал е и под съвместните псевдоними И. Сибарсач (І. Сібарсач) и Р. Сибарсач (Р. Сібарсач). Баща е на беларуската поетеса и литературен критик Светлана Явар.

## Биография и творчество
Барис Иванавич Сачанка е роден на 15 май 1936 г. в село Велики Бор, район Хойники, БССР, СССР, в семейство със седем деца. Баща му, Иван Николаевич, работи в горско стопанство, а майка му, Вера Михайловна, работи в колхоза, грижейки се за деца. През 1943 г. след окупацията на Беларус, нацистите изгарят Велики Бор, а през юни същата година семейството е депортирано в Германия, където работят във фермата на немски земевладелец.
Завръща се в Беларус през 1945 г. и завършва училище в град Хойники. Следва в периода 1955 – 1960 г. в катедрата по журналистика на филологическия факултет на Беларуския държавен университет. Първият му разказ „Плынь“ (Поток) е публикуван през 1956 г. списание „Младеж“.
Докато следва в университета, през 1958 г. започва работа в списание „Таралеж“. В съавторство с Янка Сипаку и Рихор Барадулин под псевдонимите И. Сибарсач или Р. Сибарсах, в „Таралеж“ са поставени остри и актуални критични бележки, статии, хумористични и сатирични скечове.
В периода 1960 – 1976 г. работи в отдела за проза на списание „Пламък“. В периода 1976 – 1986 г. работи като секретар на Съюза на писателите на Беларуска ССР. От 1986 г. е главен редактор на преводната чуждестранна литература в издателство „Художествена литература“, а в периода 1993 – 1995 г. е главен редактор на издателство „Беларуска енциклопедия Петрус Бровка“. През 1980 г. участва в XXXV сесия на Общото събрание на ООН.
Първата му повест „Дарога ішла праз лес“ (Пътят минава през гората) е публикувана през 1960 г. През същата година става член на Съюза на писателите на СССР.
Сред най-бележитите му произведения са повестите „Пътища“, „Оксана“, „Памет“, „Три истории“, „Вълчицата“, „Горчива радост от завръщането“, „Вечен кръг“ и „Роден ъгъл“, романът „Чуждото небе“, трилогията „Голямата гора“. Той пише за Великата отечествена война, селяните, родното му Полесие, колективизацията, за драматичната съдба на беларуската интелигенция. Работил е плодотворно и в областта на детската литература, сатирата и хумора, литературната критика, прави и много преводи от други езици.
За своя принос в националната литература и активна обществена дейност е награден с два ордена „Почетен знак“, националния медал „Франциск Скарина“, и литературната награда на Съюза на писателите на Беларус.
Барис Сачанка умира на 5 юли 1995 г. в Минск, Беларус. Погребан е в почетното Източно гробище на град Минск.

## Произведения

### Самостоятелни романи и повести
- Дарога ішла праз лес (1960)
- Барвы ранняй восені (1962)
- Зямля маіх продкаў (1964)
- Пакуль не развіднела (1966)
- Апошнія і першыя (1968)
- Дарогі (1971)
Пътища, изд.: „Народна култура“, София (1984), прев. Симеон Владимиров, Румяна Евтимова и др. (в сборника „Вълчицата“)
- Аксана (1971)
Оксана в „Белоруски повести“, изд.: „Георги Бакалов“, Варна (1978), прев. Румяна Евтимова, Пенка Кънева
- Памяць (1973)
- Чужое неба (1975)
- Тры аповесці (1976)
- Ваўчыца з Чортавай Ямы (1978)
Вълчицата, изд.: „Народна култура“, София (1984), прев. Симеон Владимиров (в сборника „Вълчицата“)
- Вялікі Лес (1980, 1982, 1984) – трилогия
- Горкая радасць вяртання (1987)
- Вечны кругазварот (1989)
- Родны вугал (1989)

### Хумор и сатира
- Вол-фігурыст (1966)
- Халасцяк (1969)

### Разкази
- Плынь (1960)

### Документалистика
- Жывое жыццё (1985)
- Сняцца сны аб Беларусі… (1990)

### Детска литература
- Кошык малін (1986)
- Бабка Адарка (1987)